# Floém

Len szárának keresztmetszete:
1. Bélszövet,
2. Protoxilém,
3. Xilém I,
4. Floém I,
5. Szklerenchima,
6. Kéreg,
7. Epidermisz

Az edényes növényekben a floém (phloem) vagy háncsrész a két szállítószövet egyike – a xilém vagy farész a másik. A floém szó a görög φλόος (floosz) szóból származik, ami kérget jelent. Fás szárú növények esetében a floém a kéreg legbelső rétege. Fő feladata a fotoszintézis során létrejött, vízben oldható szerves tápanyagok (asszimilációs termékek, különösen a szacharóz) szállítása, transzlokációja a növényben.

## Struktúra
A floémszövetet kevésbé specializált, magvas parenchimasejtek, rostacsőelemek vagy rostasejtek, valamint kísérősejtek (továbbá rostsejtek, albuminsejtek, szklereidák) alkotják.

### Rostacsövek
A harasztoknál, nyitvatermőknél a hosszúra nyúlt, hengeres rostasejtek nem állnak össze rostacsövekbe. Minden sejtfalban rostamező, kisméretű rostapórusok találhatók.
A zárvatermőknél a rostasejtek (itt: rostacsőelemek) fuzionálva rostacsövet alkotnak. A rostacsőelemek kapcsolódó harántfalai a lukacsos rostalemezek. Az oldalfal is lehet rostamező, ahonnan plazmafonalak (plazmodezmák) mennek át a szomszédos sejtekbe. A rostacsőtagok mellett kísérősejtek vannak (általában, de nem mindig egy rostacsőtaghoz egy kísérősejt tartozik).

## Fordítás
- Ez a szócikk részben vagy egészben a Phloem című angol Wikipédia-szócikk ezen változatának fordításán alapul.  Az eredeti cikk szerkesztőit annak laptörténete sorolja fel. Ez a jelzés csupán a megfogalmazás eredetét és a szerzői jogokat jelzi, nem szolgál a cikkben szereplő információk forrásmegjelöléseként.